# Fiordo di Ingolf
Il fiordo di Ingolf (danese Ingolf Fjord) è un fiordo della Groenlandia di 100 km. Si trova a 80°36'N 18°50'O; è situato nel Parco nazionale della Groenlandia nordorientale, fuori da qualsiasi comune.